# پای اسکاتلندی
پای اسکاتلندی (انگلیسی: Scotch pie) یک نوع کیک پای است که با استفاده از گوشت (گوشت گوسفند) تهیه می‌شود.